# Hans Geister
Hans Geister (* 28. September 1928 in Hamborn; † 16. Mai 2012 in Krefeld) war ein deutscher Leichtathlet und Olympiamedaillengewinner.
Geister – für die Bundesrepublik startend – war in den 1950er Jahren ein erfolgreicher 400-Meter-Läufer. Sein größter Erfolg ist die Bronzemedaille bei den Olympischen Spielen 1952 in Helsinki mit der 4-mal-400-Meter-Staffel (3:06,6 min Europarekord, zusammen mit Günther Steines, Heinz Ulzheimer und Karl-Friedrich Haas). Für den Gewinn der Bronzemedaille 1952 erhielt er das Silberne Lorbeerblatt.
Eine Silbermedaille mit der 4-mal-400-Meter-Staffel gewann er bei den Europameisterschaften 1954 (3:08,8 min, zusammen mit Helmut Dreher, Heinz Ulzheimer und Karl-Friedrich Haas). Sowohl bei den Olympischen Spielen 1952 als auch bei den Europameisterschaften 1954 war er auch im 400-Meter-Einzelrennen am Start, er erreichte aber nicht die Endläufe. Geister war 1951 Deutscher Meister über 400 Meter, viermal belegte er den zweiten Platz, zweimal war er Dritter. Bei den Internationalen Britischen Meisterschaften im White City Stadion in London gewann 1951 die Vereinsstaffel des CSV mit neuem Meisterschaftsrekord die 4-mal-440-Yards-Staffel. Dies waren die ersten Starts deutscher Leichtathleten nach dem Weltkrieg. Über 100 m erreichte er 10,5 s sowie 21,3 s über 200 m. Zwischen 1951 und 1956 startete er bei 19 Länderkämpfen. Geister kam vom SV Hamborn 07, gehörte bei seinen Erfolgen dem CSV 1910 Krefeld an (viermal Deutscher Staffelmeister mit der 4 × 400-m-Staffel). Er wurde in Krefeld zunächst von Otto Peltzer, dann von Bert Sumser trainiert. Nach seiner aktiven Zeit arbeitete er ehrenamtlich als Trainer des CSV Marathon und trainierte u. a. Arnd Krüger.